# Palais Wedekind
Le palais Wedekind (Palazzo Wedekind) situé Piazza Colonna à Rome, est un palais néoclassique, connu pour être le siège historique du quotidien Il Tempo.

## L'histoire
Le noyau originel du palais, situé sur l'emplacement antique du Temple de Marc-Aurèle, remonte à la fin du XVIIe siècle.
Il a été totalement reconstruit par la pape Grégoire XVI, en 1838, dans le style néoclassique. Il comprend un portique construit avec seize colonnes, dont onze anciennes colonnes ioniques provenant de fouilles archéologiques de la ville étrusque de Véio.
À la suite de ces travaux, le siège de la vice-gérance du vicariat de Rome est devenu le siège de l'Office d'État des Postes du Pape ; il a été, ensuite, quelques années après 1871, le siège du ministère de l'Éducation du royaume d'Italie.
En 1879, le riche banquier Karl Wedekind (de) l'achète et le restructure.
En 1918, il a été acquis par la société d'édition du journal Il Tempo (le journal sortait ici jusqu'en 1922).
Après avoir été pendant une courte période, de septembre 1943 jusqu'à la libération de Rome, le siège officiel du Parti fasciste républicain, à partir de 1945 il est devenu le siège du journal quotidien Il Tempo, ce qu'il est toujours.

## Vues

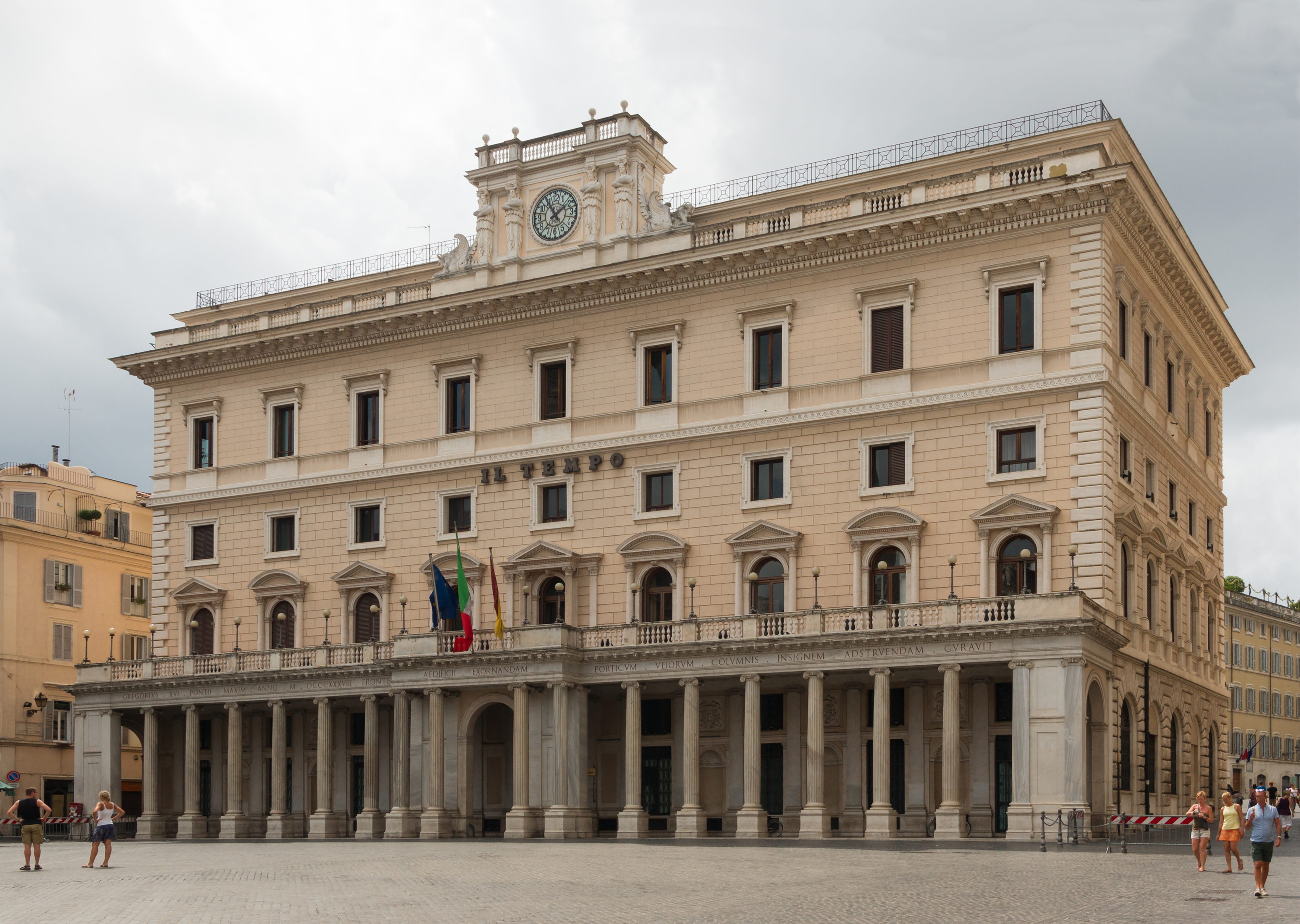
Le palais
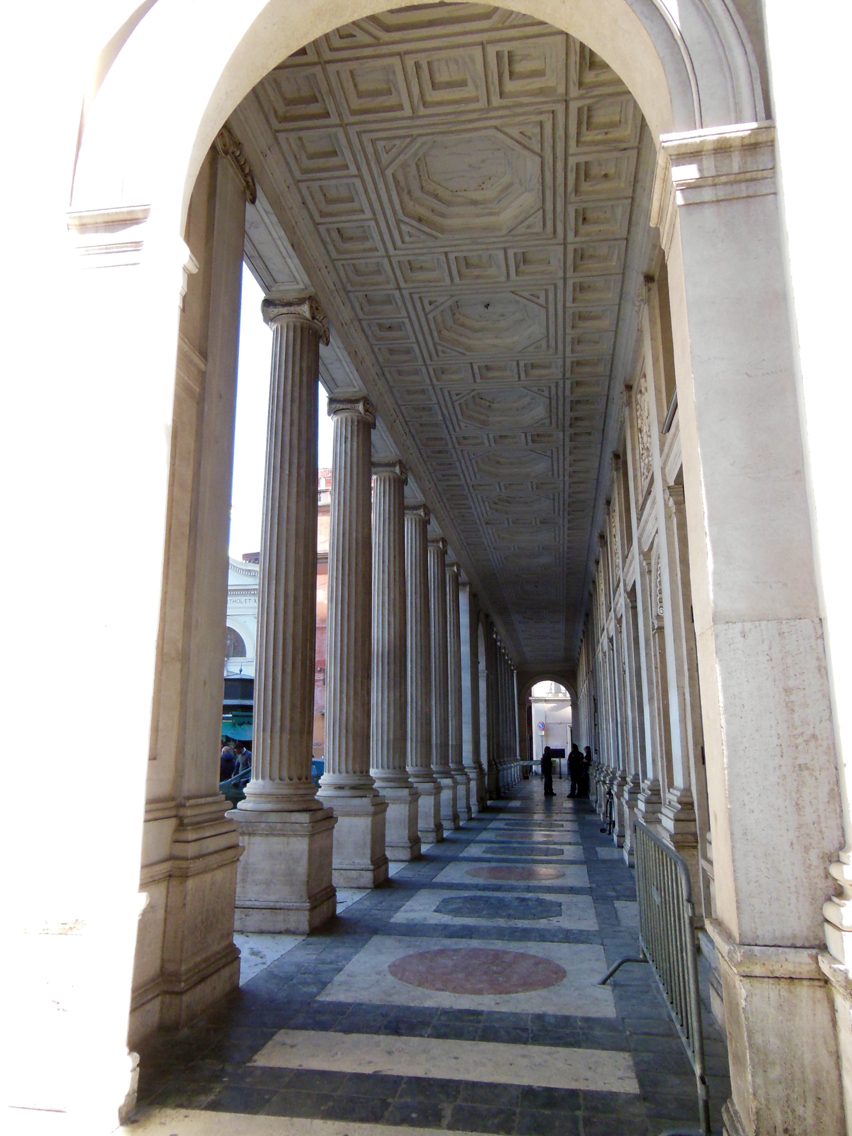
Le portique d'entrée
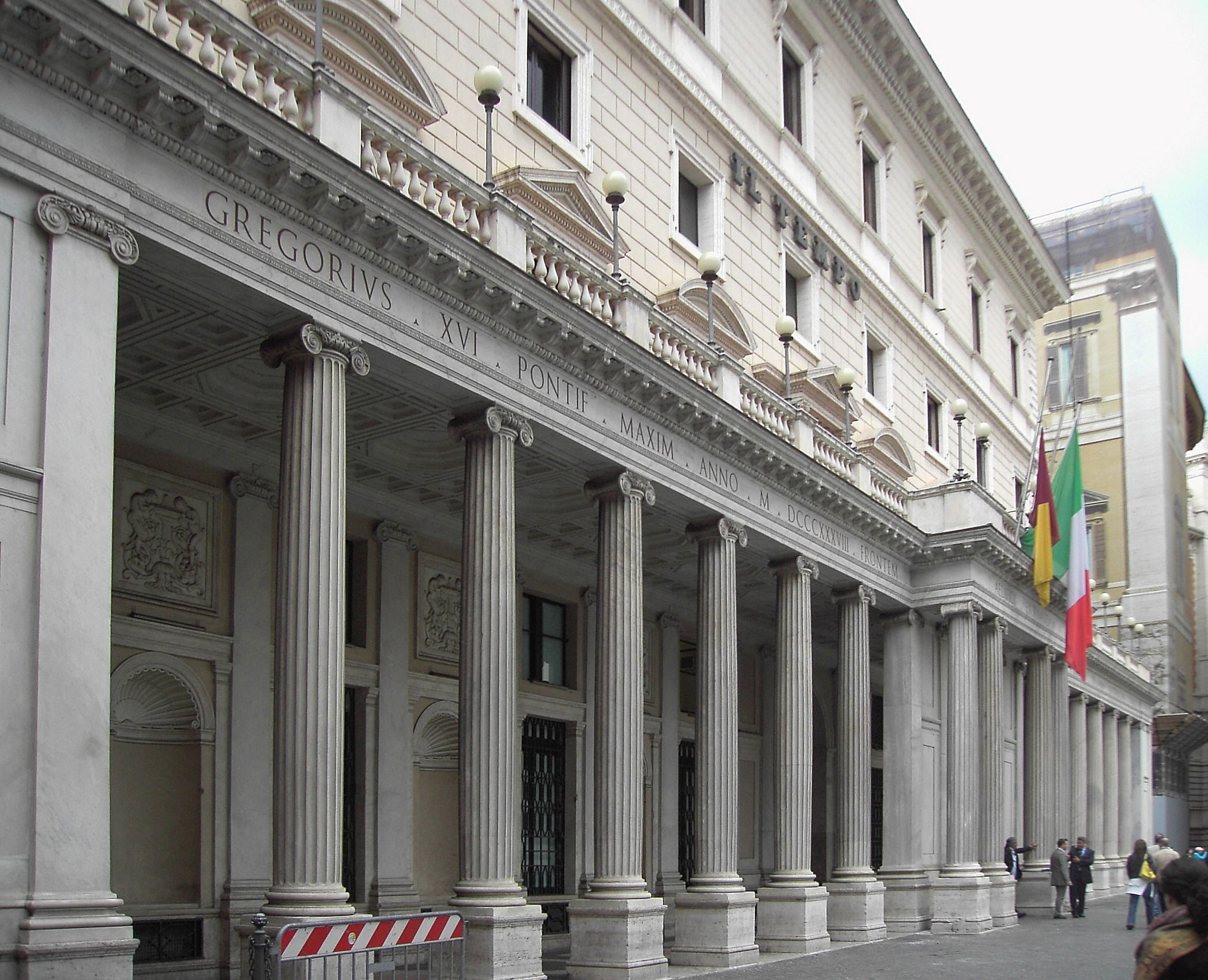
Les colonnes du portique